# Heeresgruppe Weichsel
Il Gruppo d'armate Vistola (tedesco: Heeresgruppe Weichsel) si riferisce ad un gruppo di armate, nell'ambito della Wehrmacht, costituito durante la seconda guerra mondiale.
Costituito il 24 gennaio 1945, la nuova unità operativa tedesca raggruppava elementi già precedentemente assegnati ad altri gruppi di armate (principalmente l'Heeresgruppe A e l'Heeresgruppe Mitte), nonché unità di nuova costituzione.
L'Heeresgruppe Weichsel fu impegnato nell'ultima fase della guerra sul fronte orientale, avendo la responsabilità di difendere l'area nord-orientale del Terzo Reich.

## Premessa

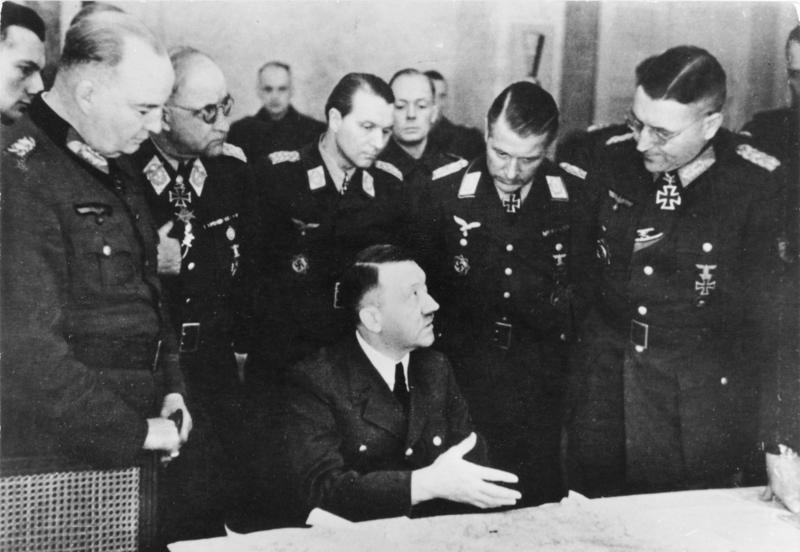
Hitler in visita al quartier generale dell'Heeresgruppe Weichsel nel marzo 1945

La situazione per le forze armate tedesche tra la fine del 1944 e l'inizio del 1945 era diventata realmente critica. L'offensiva sovietica dell'estate 1944 era stata arrestata sul fronte della Vistola con enormi difficoltà e impiego di forze, mentre la celebre offensiva delle Ardenne non aveva portato ad alcun risultato concreto sul fronte occidentale.
Il Capo di stato maggiore dell'Esercito tedesco, il Generaloberst Heinz Guderian aveva cercato di mettere in guardia Hitler della pericolosità della situazione. Principalmente Guderian aveva insistito in ogni modo affinché l'offensiva delle Ardenne non fosse lanciata, risparmiando così forze e risorse in vista di un attacco sovietico sul fronte della Vistola.

Basandosi sui dati del servizio informazioni militari, il Capo di Stato maggiore illustrò l'ammassamento di truppe che l'Unione sovietica stava avviando sul fronte orientale; a suo avviso ciò poteva significare una sola cosa: l'avvio di una potente offensiva sovietica sulla Vistola. Hitler però non volle credere alle informazioni di Guderian, bollandole come "la più grande falsità dai tempi di Gengis Khan".
Anche il Reichsführer delle SS Heinrich Himmler, da poco insignito di un comando militare nell'alto Reno, disse al Capo di Stato maggiore: "Lo sa, mio caro colonnello generale, io non credo affatto che i russi attaccheranno. È tutto un enorme bluff".

Come ulteriore sberleffo, oltretutto, Hitler ordinò che due divisioni corazzate della riserva dell'OKH fossero trasferite dal fronte della Vistola a quello di Budapest. Ciò rese ancora più critica e precaria la situazione.

Quando ormai, dopo il sacrificio di quasi 80.000 soldati tedeschi, il disastro nelle Ardenne fu compiuto, l'Armata rossa aveva ammassato sul fronte tra il Baltico e l'Adriatico circa 6,7 milioni di uomini ed era pronta a ripartire all'attacco; nel solo settore della Vistola, inoltre, i servizi segreti tedeschi riportarono la presenza di circa 8.000 aerei sovietici.

Così, mentre i capi nazisti si illudevano, il fronte della Vistola cadde come previsto da Guderian. I reparti sovietici avanzarono rapidamente, a volte anche di 60-70 chilometri al giorno.

## La costituzione
Per far fronte al collasso del dispositivo di difesa tedesco a oriente, Hitler ordinò la costituzione di un nuovo gruppo di armate: l'Heeresgruppe Weichsel.

Ne facevano parte:
- la 9ª Armata al comando del Generale Theodor Busse: quest'unità era stata precedentemente parte dell'Heeresgruppe Mitte ed era stata scacciata da Varsavia nel corso dell'offensiva sulla Vistola-Oder; prima di essere riassegnata fu parzialmente ricostituita con truppe fresche
- la 2ª Armata al comando del Colonnello Generale Walter Weiss: anche quest'unità era stata parte dell'Heeresgruppe Mitte e aveva difeso le posizioni sul fiume Narew; dopo numerose sconfitte, si era attestata nella Pomerania nord-occidentale
- l'11ª Armata corazzata SS: quest'unità di nuova costituzione era stata posizionata nella Pomerania occidentale; poco dopo la sua costituzione, ricevette lo stato maggiore della 3ª Armata corazzata precedentemente distrutta e fu ribattezzata "3ª Armata corazzata".

## Il Comando di Himmler
All'atto di costituire il nuovo gruppo d'armate, Guderian propose al Führer di nominare il feldmaresciallo Maximilian von Weichs come comandante della nuova unità. Tuttavia Hitler fu irremovibile nel suo intento di assegnare il comando al Reichsführer Heinrich Himmler.

Al di là della curiosa coincidenza che portò Himmler a gestire il disastro causato da un'offensiva che poco tempo prima aveva definito un bluff, la decisione di affidare a lui il comando di un'unità così importante rappresentava sin dall'inizio un errore madornale: nonostante le velleità personali, il Reichsführer non aveva alcuna preparazione in campo militare.

Oltretutto Himmler non fu minimamente in grado di rispondere ai problemi organizzativi e logistici posti da una situazione così disperata: mancavano ufficiali di stato maggiore addestrati; non esisteva una vera e propria struttura di comando e raccordo tra le armate; mancavano del tutto un'organizzazione di commissariato, di trasporti e un reparto trasmissioni. Tutto il comando dell'Heeresgruppe Weichsel, inoltre, era dotato di una sola mappa dettagliata dell'area, tra l'altro aggiornata con scarsa puntualità sull'andamento delle operazioni.

Le disposizioni del Reichsführer in campo militare, poi, erano del tutto prive di logica e cognizione di causa. Il Colonnello Hans Georg Eismann, nominato dall'OKH capo dell'ufficio operazioni dell'Heeresgruppe Weichsel, disse che guardando l'operato di Himmler come capo militare si aveva l'impressione di trovarsi di fronte "a un cieco che parla di colori".

## Operazione Solstizio
Guderian progettò nella prima settimana di febbraio di riprendere l'offensiva, allo scopo di mettere in difficoltà i sovietici e riconquistare parte della Prussia orientale. Il piano del Capo di Stato maggiore tedesco prevedeva una manovra a tenaglia che i reparti dell'Heeresgruppe Weichsel avrebbero dovuto effettuare attaccando dall'Odera sud di Berlino e dalla Pomerania: ciò avrebbe permesso di tagliare fuori le punte avanzate del 1° Fronte Bielorusso del Maresciallo Georgij Konstantinovič Žukov.

Ovviamente Guderian conosceva bene le condizioni dell'Heeresgruppe Weichsel e sapeva che da solo non avrebbe potuto sopportare il peso di una simile operazione; basti pensare solo che esso disponeva unicamente di tre divisioni corazzate, per di più a effettivi ridotti. Premesse di una simile operazione erano quindi l'evacuazione via mare dell'Heeresgruppe Kurland e il rinvio dell'offensiva in Ungheria. Come al solito Hitler rifiutò queste proposte.
La situazione, tuttavia, era troppo fragile per evitare di agire in qualche modo: il sottile corridoio tra la Pomerania e la Prussia orientale (il cosiddetto balcone baltico) rappresentava un invitante obiettivo per le forze sovietiche e una posizione troppo ostica da difendere a lungo per la 2ª Armata. Da qui nacque la decisione di provare una manovra di alleggerimento attaccando a sud dalla Pomerania contro il fianco destro di Žukov.
Si diede così avvio alla preparazione della battaglia di Stargad, che sarebbe stata l'ultima offensiva tedesca sul fronte orientale. Anche in questo caso sorsero contrasti tra Hitler e Guderian su chi avrebbe dovuto guidare quest'operazione: il Führer voleva che a capo ci fosse Himmler (comandante dell'Heeresgruppe Weichsel); Guderian invece spingeva per Walther Wenck, suo vice all'OKH e abile generale, sostenendo che "il Reichsführer delle SS non ha né l'esperienza necessaria, né uno stato maggiore abbastanza competente per dirigere da solo l'attacco"; dopo un'accesa discussione, il comando dell'operazione venne affidato al Generale Wenck.
Il 16 febbraio i tedeschi lanciarono il loro attacco. Erano stati assegnati all'Heeresgruppe Weichsel ben 1.200 carri armati, ma mancavano i treni per trasportarli al fronte: perfino una divisione corazzata a corto di effettivi aveva bisogno di 50 treni per trasportare uomini e mezzi, ma in quel momento la situazione della logistica in Germania era difficilissima. Ancora più grave poi era la scarsità di munizioni e di carburante, che sarebbero bastati solo per un attacco di tre giorni.

L'offensiva tedesca (nome in codice "Operazione solstizio") segnò inizialmente qualche limitato successo parziale, prima che il contrattacco della 2ª Armata corazzata della Guardia sovietica partisse al contrattacco.

Il 17 febbraio il Generale Wenck fu ferito e sostituito dal Generale Hans Krebs.

Le truppe tedesche non riuscirono ad arrestare il contrattacco sovietico e così furono ricacciate oltre le posizioni di partenza. Tuttavia quest'assalto, seppur non condusse ad alcun risultato concreto, consentì ai tedeschi di ottenere un po' di respiro: convinse infatti il Cremlino che una rapida puntata verso Berlino era fuori discussione.

## L'arrivo di Heinrici
Come previsto da Guderian, l'offensiva lanciata dai sovietici sulla fine di febbraio sbaragliò la 2ª Armata, liberò il balcone baltico, isolò definitivamente l'Heeresgruppe Nord e costrinse l'Heeresgruppe Weichsel ad un ampio ripiegamento.

Il 21 marzo Himmler venne sostituito nel comando dal Colonnello Generale Gotthard Heinrici che, riorganizzando le forze a sua disposizione, riuscì ad arrestare le forze sovietiche sulla linea dell'Oder. Da quella posizione, l'Heeresgruppe Weichsel si preparava ad affrontare la battaglia di Berlino.

A disposizione di Heinrici rimanevano:
- 3. Panzerarmee (Hasso von Manteuffel)
  - III SS-Panzerkorps (poi rinominato Armeeabteilung Steiner)
  - CI. Armeekorps (più tardi trasferito alla 21. Armee)
  - XXVII. Armeekorps (più tardi trasferito alla 21. Armee)
  - XXXII. Armeekorps
  - XXXXVI. Panzerkorps
  - Verteidigungsbereich Swinemunde
- 9. Armee (Theodor Busse)
  - CI. Armeekorps
  - LVI. Panzerkorps (Helmuth Weidling dal 12 aprile al 23 aprile 1945)
  - XI. SS-Panzerkorps
  - V. SS-Armeekorps

Dopo l'avvio dell'offensiva sovietica verso Berlino e la sconfitta nella battaglia delle Alture Seelow, l'Heeresgruppe Weichsel entrò in crisi profonda.

Il Generale Heinrici si opponeva ai fantasiosi piani di Hitler per ricacciare i sovietici oltre i confini del Reich, suggerendo invece un ripiegamento a occidente delle unità praticamente circondate dai sovietici (come la 9ª Armata). Per colpa di questo atteggiamento, venne sostituito nel comando dell'Heeresgruppe Weichsel dal Colonnello Generale Kurt Student.
Tuttavia l'Heeresgruppe Weichsel rappresentava ormai unicamente una finzione sulle carte del comando supremo di Hitler. Anche le due nuove unità create sotto il comando del gruppo d'armate (la 21. Armee e l'Armeeabteilung Steiner) esistevano sostanzialmente solo sulla carta ed erano assolutamente incapaci di operare. Tutte le armate riunite sotto il comando di Student, quindi, si rifiutarono di seguire gli ordini del Führer pensando unicamente a consegnarsi alle forze degli Alleati che avanzavano da occidente.
La 3. Panzerarmee e la 21. Armee riuscirono ad arretrare e a consegnarsi ai britannici. Meno fortunata fu invece la 9. Armee, che, dopo la battaglia di Halbe, riuscì a portare in salvo verso occidente solo un limitato numero dei suoi effettivi.

## Linea di comando

### Comandante in capo
- 28 gennaio – 20 marzo 1945, Reichsführer-SS Heinrich Himmler
- 20 marzo – 28 aprile 1945, Generaloberst Gotthard Heinrici
- 28 aprile – 29 aprile 1945, General der Infanterie Kurt von Tippelskirch
- 29 aprile – 8 maggio 1945, Generaloberst Kurt Student

### Capo di Stato Maggiore
- 28 gennaio – 20 marzo 1945, Generalmajor der Waffen-SS Heinz Lammerding
- 21 marzo – 21 aprile 1945, General der Infanterie Eberhard Kinzel
- 22 aprile – 28 aprile 1945, Generalmajor Ivo-Thilo von Trotha
- 29 aprile – 8 maggio 1945, Generalmajor Erich Dethleffsen

### Primo ufficiale di Stato Maggiore
- 28 gennaio – 8 maggio 1945, Oberst Hans-Georg Eismann

## Teatri operativi e Armate
| Periodo       | Teatro operativo | Armate                               |
| febbraio 1945 | Fronte Orientale | 2. Armee 9. Armee 11. SS-Panzerarmee |
| marzo 1945    | Fronte Orientale | 3. Panzerarmee 9. Armee              |
| aprile 1945   | Fronte Orientale | 3. Panzerarmee 9. Armee 12. Armee    |